# Nyári Gabriella
Nyári Gabriella (ismertebb nevén Nyári Gabi) magyar transznemű nő, influenszer és tartalomkészítő, aki a közösségi médiában vált ismertté. Tartalmaiban az önazonosságot, az önkifejezést és a transznemű emberek láthatóságát képviseli. Teljes mértékben nőként él, és nemi megerősítő műtéten is átesett, amely identitásának meghatározó része.TikTok-videóiban, interjúiban és online megjelenéseiben a transznemű emberek láthatóságát, önelfogadását és önkifejezését képviseli. Több hazai sajtófelület is bemutatta életét és szemléletét.

## Életút
Nyári Gabriella már gyermekkorában felismerte női identitását, és tinédzserkora óta nyíltan transzneműként él. 19 éves korában kezdte meg hivatalos nemváltási folyamatát. Több interjúban is beszélt arról, hogy már 7 évesen tudta: lánynak született. A magyar transz közösség egyik legismertebb fiatal alakjaként vált ismertté.[forrás?] Személyes története és nyílt megszólalásai révén sokak számára nemcsak inspirációt, hanem megerősítést is nyújt — egyfajta példaképpé vált azok számára, akik saját útjukat keresik az önazonosság és önkifejezés felé.[forrás?]

## Közösségi média
TikTokon és Instagramon is aktív, ahol több tízezer követőt ért el önazonos tartalmaival. Posztjaiban gyakran jelennek meg művészi videók, önbizalomról szóló monológok, valamint humoros tartalmak is. Egyik legismertebb videójának címe: „Királynő vagyok: Élmények és önkifejezés”.

## Média és interjúk
Nyári Gabriella szerepelt több online magazinban is. A Sassy.hu-nak adott interjújában így fogalmazott: „A transznemű nők is vágyhatnak arra, hogy egyszer az oltár elé vezesse őket egy férfi.” Az interjúban az elfogadásról, társadalmi elvárásokról és nőiségről beszélt.
A 24.hu több ízben[forrás?] is foglalkozott vele, köztük portré- és háttércikkekben.
Egy YouTube-on megjelent podcastban is részletesen mesélt életútjáról, kihívásairól és önkifejezéséről.